# Hyptis escobilla
Hyptis escobilla är en kransblommig växtart som beskrevs av Ignatz Urban. Hyptis escobilla ingår i släktet Hyptis och familjen kransblommiga växter. Inga underarter finns listade i Catalogue of Life.